# Акинян, Нерсес Акопович
Нерсес Акопович Акинян (род. 10 сентября 1883, Артвин - 20 октября 1963, Вена) — учёный, филолог и арменовед. Член Венской конгрегации мхитаристов. Главный редактор венского журнала армяноведческих исследований «Андес Амсореа» (1909—1963 гг.). Крупный специалист по древнеармянской истории и литературе

### Биография
Родился под именем Габриел 10 сентября 1883 года в Артвине, входящим тогда в состав Российской империи. В возрасте 12 лет был отправлен в венскую семинарию ордена мхитаристов. В 1901 году, дав обет безбрачия был помазан в священники, получив при этом имя Нерсес. Став членом конгрегации ордена мхитаристов продолжил обучение в Венском университете, где изучал греческий, латинский и сирийский языки, историю греко-римской и византийской культур, философии и теологии. После окончания учебного заведения сначала преподавал в семинарии (1907), а затем с 1908 по 1911 годы был заместителем, а 1916 по 1920 год руководителем заведения. Помимо этого, с 1909 года и до самой смерти Нерсес Акинян являлся также главным библиотекарем венского монастыря и редактором венского журнала армянских исследований «Андес Амсореа».
Нерсес Акинян был неутомимым исследователем армянской истории и литературы, с целью изучения которых он посещал множество стран, собирая и переписывая старинные армянские рукописи. В 1912 году он возвращается в родной город Артвин и начинает исследование архитектурных памятников Армении, собирает манускрипты, старинные книги и размещает их в библиотеке Конгрегации. В 1924 году Акинян отправляется в поездку по Советскому Союзу, чтобы собрать материалы по армянской тематике в городах Москва, Ростов, Нахичевань, Батум, Тифлис, Эчмиадзин. В Москве Акинян вместе с Левоном Мсерианцем, в коллекции последнего, обнаруживает в одной из армянских рукописей мцопского сборника албанский алфавит. Акинян пожелал опубликовать находку, но Л. Мсерианц отказал ему в этом, поскольку сам готовил эту публикацию. Однако сделать это Мсерианцу не удалось, и после его смерти рукопись была передана в Матенадаран (позже рукопись была опубликована А. Шанидзе). В 1929 году советские власти арестовали Акиняна по подозрению в шпионаже. После сорокадневного тюремного заточения, Акинян под угрозой нового ареста, был вынужден покинуть Советский Союз. Вернувшись в Вену он начал обрабатывать и публиковать найденный в СССР материал, а также, одновременно с этим, продолжил свои исследования и поиски нового материала в странах Европы. В 1931 году Акинян стал членом генерального совета конгрегации, а также был избран настоятелем монастыря, коим являлся вплоть по 1937 год. В 1939 году Нерсес Акинян отправляется на Ближний Восток, в Бейрут, где из-за начала второй мировой войны остается в течение последующих семи лет. Все свое время нахождения на Ближнем Востоке, Акинян преподает в местных армянских учебных заведениях, а также изучает доступные армянские рукописи. Осенью 1946 года он возвращается в Австрию, где проводит свои последние годы в Вене. В 1954 году Акинян получил почетную докторскую степень в Венском университете
Умер 28 октября в 1963 года в Вене.

### Работы
В течение полувека Нерсес Акинян опубликовал большую часть своих исследований в журнале «Андес Амсореа». Многие из его работ были опубликованы в книжной форме. Он опубликовал более 40 книг, посвященных армянской средневековой литературе, армянскими текстам и армянскими исследованиями в целом. Акиняном были составлены каталоги армянских рукописей, хранящихся в коллекциях Кипра, Польши, Украины и других стран. Он открыл и опубликовал работы отцов Церкви и различных раннехристианских авторов (Иоанна Златоуста, Псевдо-Диониса Ареопагита, Иринея, Ефрема Сирина, Прокла и других). После смерти Нерсеса Акиняна в архивах Конгрегации Мехитаристов осталось более десятка неопубликованных работ ученного